# Monts Monadhliath
Les monts Monadhliath sont un massif montagneux d'Écosse au sud-est du Loch Ness. Ils culminent au mont Càrn Dearg à 945 m d'altitude.

## Source de la traduction
- (en) Cet article est partiellement ou en totalité issu de l’article de Wikipédia en anglais intitulé « Monadhliath Mountains » (voir la liste des auteurs).